# Hiệp hội bóng đá Nam Phi
Hiệp hội bóng đá Nam Phi (tiếng Afrikaans: Suid-Afrikaanse Sokkerassosiasie; tiếng Anh: South African Football Association; tiếng Hà Lan: Zuid-Afrikaanse voetbalbond; SAFA) là tổ chức quản lý, điều hành các hoạt động bóng đá ở Nam Phi. Liên đoàn quản lý đội tuyển bóng đá quốc gia nam và nữ, tổ chức các giải bóng đá như vô địch quốc gia và cúp quốc gia. Liên đoàn bóng đá Nam Phi gia nhập FIFA và CAF cùng năm 1992.